# Sanema
De Sanema of Sanuma zijn een tak van de Yanomami indianenstam die leven in het regenwoud op de grens tussen Brazilië en Venezuela, tussen de Amazone en de Orinoco.
Van oudsher leven ze als nomaden van de jacht, waarbij ze om de twee a drie jaar verhuizen om het wildbestand terug te laten groeien.
Mannen jagen met giftige pijlen op wilde zwijnen, apen, kamhoenders, miereneters, gordeldieren en tapirs en ze vissen.
Vrouwen koken, verzorgen de kinderen, kweken maniok en zoete aardappel, plukken bananen, papaja's, yams en palmvruchten, weven katoen, bakken potten en vlechten manden. Ze zoeken hout en houden het vuur brandend.
Huwelijken worden gearrangeerd om familiebanden en sociale netwerken te versterken. Meisjes trouwen nog voor de puberteit. Mannen hebben tot zes vrouwen.
Er zijn geen opperhoofden bij de Sanema: ze beslissen bij consensus. Het land is van iedereen.
The Sanema geloven dat dieren, bomen, stenen en water een geest bevatten. Ze beschouwen dromen als even echt als hun wakker leven en beweren dat geesten in de dromen de toekomst voorspellen. 4 op 5 mannen zijn sjamaan. Ze nemen sakona van gedroogd sap van de virolaboom om in trance te geraken.
De Sanema spreken de gelijknamige taal.